# أهرامات أمريكية

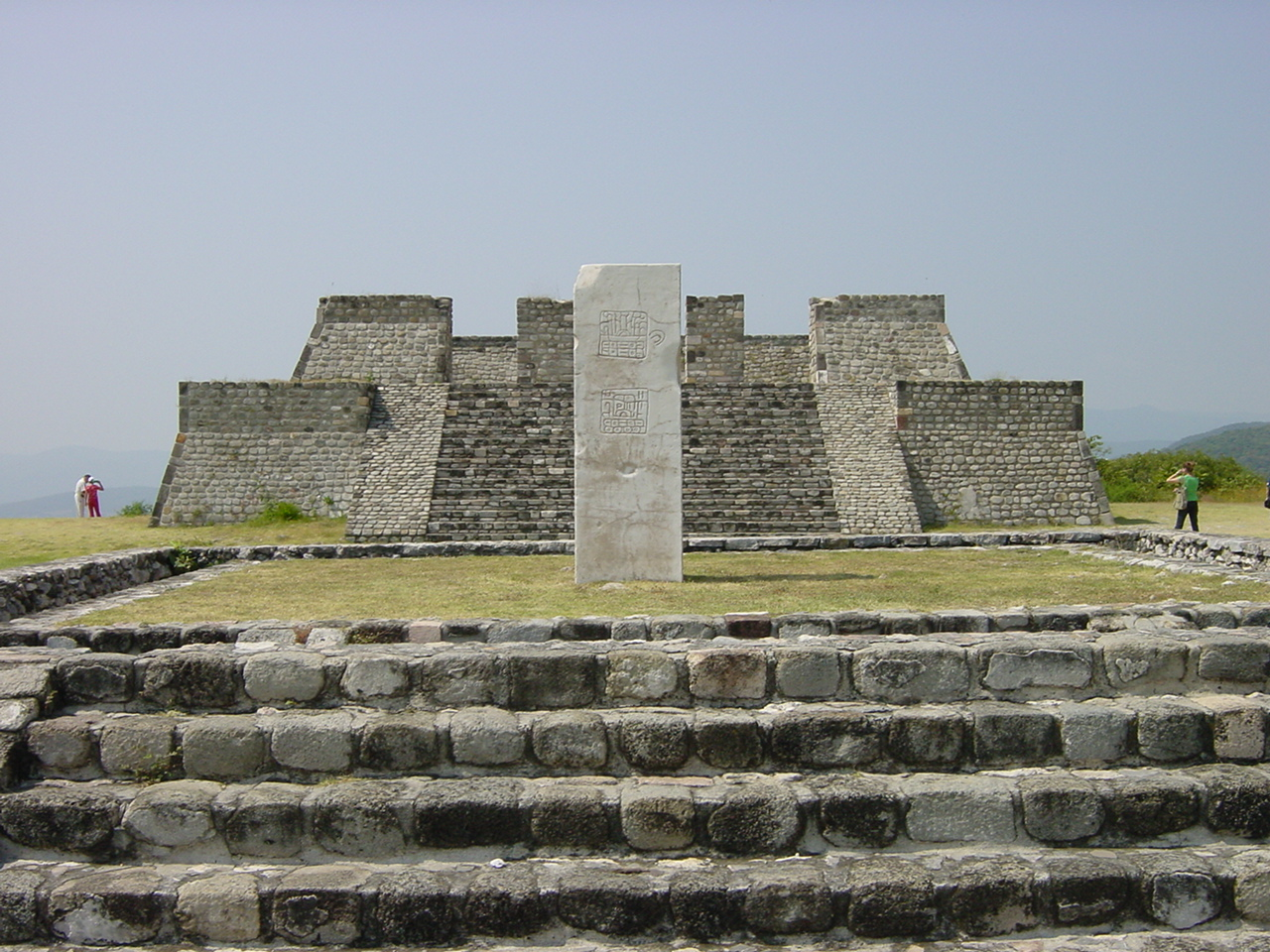
هرم اكسوشيكالكو

أهرامات أمريكا الوسطى هي أهرامات تقع في المكان المقدس علي بعد 30 ميل شمال شرق مدينة مكسيكو حاليا بالمكسيك. وخلفها الجبال عند الأفق. ويطلق عليها منطقة الأهرامات.
ولما أزيح التراب من فوق هرم. اكتشفت 21 مقبرة بها 133 هيكل عظمي عند سفحه، وكانت هذه الهياكل لرجال ونساء. وكانت مرتبة في مجموعات 4و8 و9و18و20. وهذه الأرقام تعتبر مفاتيح الأرقام تقويم المايا وفي الكون. وكانت الهياكل ملقاة علي ظهورها أو جنباتها بواجهون بوجوههم الهرم كأنهم يحرسونه. وكان الهرم مقبرة لأحد الحكام الكبار. وفي قلب الهرم الأنفاق الضيقة. اكتشف بها 20 هيكل عظمي لذكور. وكانت محاطة بالهدايا كاليشم والصدف والخشب والأردواز. وتعتبر هذه المقتنيات من أهم كنوز المايا.